# Intervenção Democrática
A Intervenção Democrática (ID) é uma associação política de esquerda formada em 1987, resultante de cisões no Movimento Democrático Português (MDP/CDE).
Em 1987 elegeu dois deputados independentes pela Coligação Democrática Unitária, João Corregedor da Fonseca (eleito pelo Círculo Eleitoral de Lisboa) e Raúl Castro (eleito pelo Círculo Eleitoral do Porto), tendo constituído um agrupamento parlamentar na V Legislatura, até julho de 1988.
Elegeu um deputado à Assembleia da República em 1991, Raúl Castro (Círculo Eleitoral do Porto) e um outro deputado em 1995, João Corregedor da Fonseca (Círculo Eleitoral de Lisboa).
Desde essa data que militantes seus têm vindo a integrar como independentes a coligação CDU conjuntamente com o Partido Comunista Português (PCP) e o Partido Ecologista "Os Verdes" (PEV), quando da realização de atos eleitorais.
A associação é a atual proprietária e editora da revista Seara Nova (www.searanova.publ.pt), uma importante publicação na resistência e luta intelectual contra o Estado Novo, a ditadura portuguesa de 1933-74.

## Resultados Eleitorais

### Eleições Legislativas
| Data | Votos | %   | Deputados | +/- | Status   | Aliança |
| ---- | ----- | --- | --------- | --- | -------- | ------- |
| 1987 | N/D   | N/A | 2 / 250   |     | Oposição | CDU     |